# Lista över bidrag till Oscarsgalan 2016 för bästa icke-engelskspråkiga film
Detta är en lista över bidrag till Oscarsgalan 2016 för bästa icke-engelskspråkiga film. De inskickade filmerna måste först ha visats på biografer i sina respektive länder mellan den 1 oktober 2014 och 30 september 2015. Sista dagen för ett land att skicka in sitt bidrag är den 1 oktober 2015. Den 17 december 2015 presenterades de nio länder som gick vidare till nästa omröstning. De fem nominerade filmerna presenterades den 14 januari 2016. Segraren blev till slut Sauls son från Ungern som regisserades av László Nemes.

## Bidrag
| Land                    | Filmtitel i nomineringen                           | Originaltitel                                      | Språk                                                                    | Regissör | Resultat               |
| ----------------------- | -------------------------------------------------- | -------------------------------------------------- | ------------------------------------------------------------------------ | --- | ---------------------- |
| Afghanistan             | Utopia                                             | آرمان شهر                                          | Dari, engelska, hindi                                                    | Hassan Nazer | Inte nominerad         |
| Albanien                | Bota                                               | Bota                                               | Albanska                                                                 | Iris Elezi och Thomas Logoreci                                                                                   | Inte nominerad         |
| Algeriet                | Twilight of Shadows                                | غروب الظلال                                        | Arabiska, franska                                                        | Mohammed Lakhdar-Hamina                                                                                          | Inte nominerad         |
| Argentina               | The Clan                                           | El Clan                                            | Spanska                                                                  | Pablo Trapero | Inte nominerad         |
| Australien              | Arrows of the Thunder Dragon                       | Arrows of the Thunder Dragon                       | Dzongkha                                                                 | Greg Sneddon | Inte nominerad         |
| Bangladesh              | Jalal's Story                                      | জালালের গল্প (Jalaler Golpo)                           | Bengali                                                                  | Abu Shahed Emon                                                                                                  | Inte nominerad         |
| Belgien                 | Det helt nya testamentet                           | Le tout nouveau testament                          | Franska, tyska                                                           | Jaco Van Dormael                                                                                                 | Nådde sista gallringen |
| Bosnien och Hercegovina | Our Everyday Life                                  | Naša svakodnevna priča                             | Bosniska                                                                 | Ines Tanović | Inte nominerad         |
| Brasilien               | Den andra mamman                                   | Que Horas Ela Volta?                               | Portugisiska                                                             | Anna Muylaert | Inte nominerad         |
| Bulgarien               | The Judgement                                      | Съдилището                                         | Bulgariska                                                               | Stephan Komandarev                                                                                               | Inte nominerad         |
| Chile                   | The Club                                           | El Club                                            | Spanska                                                                  | Pablo Larraín | Inte nominerad         |
| Colombia                | Embrace of the Serpent                             | El abrazo de la serpiente                          | Katalanska, Latin, Portugisiska, Spanska, Tyska                          | Ciro Guerra | Nominerad              |
| Costa Rica              | Presos                                             | Presos                                             | Spanska                                                                  | Esteban Ramírez                                                                                                  | Inte nominerad         |
| Danmark                 | Krigen                                             | Krigen                                             | Danska                                                                   | Tobias Lindholm                                                                                                  | Nominerad              |
| Dominikanska republiken | Sand Dollars                                       | Dólares de arena                                   | Engelska, Franska, Spanska                                               | Israel Cárdenas och Laura Amelia Guzmán                                                                          | Inte nominerad         |
| Elfenbenskusten         | Run                                                | Run                                                | Franska                                                                  | Philippe Lacôte                                                                                                  | Inte nominerad         |
| Estland                 | 1944                                               | 1944                                               | Estniska, ryska, tyska                                                   | Elmo Nüganen | Inte nominerad         |
| Etiopien                | Lamb                                               | Lamb                                               | Amhariska                                                                | Yared Zeleke | Inte nominerad         |
| Filippinerna            | Heneral Luna                                       | Heneral Luna                                       | Engelska, Filipino, Spanska, Tagalog                                     | Jerrold Tarog | Inte nominerad         |
| Finland                 | Fäktaren                                           | Miekkailija                                        | Estniska, Ryska                                                          | Klaus Härö | Nådde sista gallringen |
| Frankrike               | Mustang                                            | Mustang                                            | Turkiska                                                                 | Deniz Gamze Ergüven                                                                                              | Nominerad              |
| Georgien                | Moira                                              | მოირას                                             | Georgiska                                                                | Levan Tutberidze                                                                                                 | Inte nominerad         |
| Grekland                | Xenia                                              | Ξενία                                              | Albanska, Grekiska, Italienska                                           | Panos H. Koutras                                                                                                 | Inte nominerad         |
| Guatemala               | Ixcanul Volcano                                    | Ixcanul                                            | Mayanska, Spanska                                                        | Jayro Bustamante                                                                                                 | Inte nominerad         |
| Hongkong                | To the Fore                                        | 破風 (Po feng)                                     | Engelska, Italienska, Kantonesiska, Koreanska, Mandarin                  | Dante Lam | Inte nominerad         |
| Indien                  | Court                                              | Court                                              | Engelska, Gujarati, Hindi, Marathi                                       | Chaitanya Tamhane                                                                                                | Inte nominerad         |
| Irak                    | Memories on Stone                                  | Bîranînen li ser kevirî                            | Kurdiska                                                                 | Shawkat Amin Korki                                                                                               | Inte nominerad         |
| Iran                    | Muhammad: The Messenger of God                     | محمد رسول‌الله                                      | Arabiska, Engelska, Persiska                                             | Majid Majidi | Inte nominerad         |
| Irland                  | Viva                                               | Viva                                               | Spanska                                                                  | Paddy Breathnach                                                                                                 | Nådde sista gallringen |
| Island                  | Hrútar                                             | Hrútar                                             | Isländska                                                                | Grímur Hákonarson                                                                                                | Inte nominerad         |
| Israel                  | Baba Joon                                          | באבא ג'ון                                          | Hebreiska, Persiska                                                      | Yuval Delshad | Inte nominerad         |
| Italien                 | Non essere cattivo                                 | Non essere cattivo                                 | Italienska                                                               | Claudio Caligari                                                                                                 | Inte nominerad         |
| Japan                   | 100 Yen Love                                       | 百円の恋 (Hyakuen no koi)                          | Japanska                                                                 | Masaharu Take | Inte nominerad         |
| Jordanien               | Theeb                                              | ذيب                                                | Arabiska                                                                 | Naji Abu Nowar                                                                                                   | Nominerad              |
| Kambodja                | The Last Reel                                      | ដុំហ្វីលចុងក្រោយ                                          | Khmer                                                                    | Kulikar Sotho | Inte nominerad         |
| Kanada                  | Félix & Meira                                      | Félix et Meira                                     | Engelska, franska, hebreiska, italienska, jiddisch, spanska              | Maxime Giroux | Inte nominerad         |
| Kazakstan               | Stranger                                           | Zhat                                               | Kazakiska                                                                | Ermek Tursunov                                                                                                   | Inte nominerad         |
| Kina                    | Go Away Mr. Tumor                                  | 滚蛋吧！肿瘤君 (Gun dan ba! Zhong liu jun)         | Mandarin                                                                 | Han Yan | Inte nominerad         |
| Kirgizistan             | Heavenly Nomadic                                   | Сутак (Sutak)                                      | Kirgiziska                                                               | Mirlan Abdykalykov                                                                                               | Inte nominerad         |
| Kosovo                  | Babai                                              | Babai                                              | Albanska, engelska, serbiska, tyska                                      | Visar Morina | Inte nominerad         |
| Kroatien                | The High Sun                                       | Zvizdan                                            | Kroatiska                                                                | Dalibor Matanic                                                                                                  | Inte nominerad         |
| Lettland                | Modris                                             | Modris                                             | Lettiska, ryska                                                          | Juris Kursietis                                                                                                  | Inte nominerad         |
| Libanon                 | Waynon                                             | وينن                                               | Arabiska                                                                 | Maria Abdel Karim, Naji Bechara, Jad Beyrouthy, Salim Habr, Christelle Ighniades, Tarek Korkomaz och Zeina Makki | Inte nominerad         |
| Litauen                 | The Summer of Sangailė                             | Sangailės vasara                                   | Litauiska                                                                | Alanté Kavaïté                                                                                                   | Inte nominerad         |
| Luxemburg               | Baby(a)lone                                        | Baby(a)lone                                        | Luxemburgiska                                                            | Donato Rotunno                                                                                                   | Inte nominerad         |
| Makedonien              | Honey Night                                        | Медена ноќ                                         | Makedonska                                                               | Ivo Trajkov | Inte nominerad         |
| Malaysia                | Lelaki harapan dunia                               | Lelaki harapan dunia                               | Malajiska                                                                | Seng Tat Liew | Inte nominerad         |
| Marocko                 | Aida                                               | عايدة                                              | Arabiska, Franska, Hebreiska                                             | Driss Mrini | Inte nominerad         |
| Mexiko                  | 600 Miles                                          | 600 Millas                                         | Engelska, Spanska                                                        | Gabriel Ripstein                                                                                                 | Inte nominerad         |
| Montenegro              | You Carry Me                                       | Ti mene nosiš                                      | Kroatiska                                                                | Ivona Juka | Inte nominerad         |
| Nederländerna           | The Paradise Suite                                 | The Paradise Suite                                 | Bosniska, Bulgariska, Engelska, Franska, Nederländska, Serbiska, Svenska | Joost van Ginkel                                                                                                 | Inte nominerad         |
| Nepal                   | Talakjung vs Tulke                                 | टलकजंग भर्सेस टुल्के                                     | Nepali                                                                   | Nischal Basnet                                                                                                   | Inte nominerad         |
| Norge                   | Bølgen                                             | Bølgen                                             | Norska                                                                   | Roar Uthaug | Inte nominerad         |
| Pakistan                | Moor                                               | ماں                                                | Engelska, Urdu                                                           | Jami | Inte nominerad         |
| Palestina               | The Wanted 18                                      | The Wanted 18                                      | Arabiska, Engelska, Franska, Hebreiska                                   | Paul Cowan och Amer Shomali                                                                                      | Inte nominerad         |
| Paraguay                | El tiempo nublado                                  | El tiempo nublado                                  | Engelska, Spanska                                                        | Arami Ullon | Inte nominerad         |
| Peru                    | NN                                                 | NN                                                 | Spanska                                                                  | Héctor Gálvez | Inte nominerad         |
| Polen                   | 11 Minutes                                         | 11 minut                                           | Engelska, Polska                                                         | Jerzy Skolimowski                                                                                                | Inte nominerad         |
| Portugal                | Arabian Nights: Volume 2 - The Desolate One        | As Mil e Uma Noites: Volume 2, O Desolado          | Engelska, Franska, Mandarin, portugisiska, tyska                         | Miguel Gomes | Inte nominerad         |
| Rumänien                | Aferim!                                            | Aferim!                                            | Romani, rumänska, turkiska                                               | Radu Jude | Inte nominerad         |
| Ryssland                | Sunstroke                                          | Солнечный удар (Solnetjnij udar)                   | Ryska                                                                    | Nikita Michalkov                                                                                                 | Inte nominerad         |
| Schweiz                 | Iraqi Odyssey                                      | Iraqi Odyssey                                      | Arabiska, engelska, ryska, tyska                                         | Samir | Inte nominerad         |
| Serbien                 | Enklava                                            | Enklava                                            | Albanska, italienska, serbiska, tyska                                    | Goran Radovanović                                                                                                | Inte nominerad         |
| Singapore               | 7 Letters                                          | 7 Letters                                          | Engelska, Hokkien, Malajiska, Malayalam, Mandarin                        | Junfeng Boo, Eric Khoo, Jack Neo, K Rajagopal, Pin Pin Tan, Royston Tan och Kelvin Tong                          | Inte nominerad         |
| Slovakien               | Goat                                               | Koza                                               | Engelska, Slovakiska, Tjeckiska, Tyska                                   | Ivan Ostrochovský                                                                                                | Inte nominerad         |
| Slovenien               | The Tree                                           | Drevo                                              | Slovenska                                                                | Sonja Prosenc | Inte nominerad         |
| Spanien                 | Loreak                                             | Loreak                                             | Baskiska                                                                 | Jon Garaño och Jose Mari Goenaga                                                                                 | Inte nominerad         |
| Storbritannien          | Under Milk Wood                                    | Under Milk Wood                                    | Engelska, Kymriska                                                       | Kevin Allen | Inte nominerad         |
| Sverige                 | En duva satt på en gren och funderade på tillvaron | En duva satt på en gren och funderade på tillvaron | Engelska, Svenska                                                        | Roy Andersson | Inte nominerad         |
| Sydafrika               | Thina Sobabili: The Two of Us                      | Thina Sobabili: The Two of Us                      | Zulu                                                                     | Ernest Nkosi | Inte nominerad         |
| Sydkorea                | Sado                                               | 사도                                               | Koreanska                                                                | Joon-ik Lee | Inte nominerad         |
| Taiwan                  | The Assassin                                       | 刺客聶隱娘 (Nie yin niang)                         | Mandarin                                                                 | Hou Hsiao-hsien                                                                                                  | Inte nominerad         |
| Thailand                | How to Win at Checkers (Every Time)                | How to Win at Checkers (Every Time)                | Engelska, Thai                                                           | Josh Kim | Inte nominerad         |
| Tjeckien                | Home Care                                          | Domácí péce                                        | Tjeckiska                                                                | Slávek Horák | Inte nominerad         |
| Turkiet                 | Sivas                                              | Sivas                                              | Turkiska                                                                 | Kaan Müjdeci | Inte nominerad         |
| Tyskland                | En labyrint av lögner                              | Im Labyrinth des Schweigens                        | Tyska                                                                    | Giulio Ricciarelli                                                                                               | Nådde sista gallringen |
| Ungern                  | Sauls son                                          | Saul fia                                           | Jiddisch, polska, tyska, ungerska                                        | László Nemes | Vann Oscar             |
| Uruguay                 | A Moonless Night                                   | Una noche sin luna                                 | Spanska                                                                  | Germán Tejeira                                                                                                   | Inte nominerad         |
| Venezuela               | Dauna. Lo que lleva el río                         | Dauna. Lo que lleva el río                         | Spanska                                                                  | Mario Crespo | Inte nominerad         |
| Vietnam                 | Jackpot                                            | Trúng số                                           | Vietnamesiska                                                            | Dustin Nguyen | Inte nominerad         |
| Österrike               | Goodnight Mommy                                    | Ich seh, Ich seh                                   | Tyska                                                                    | Severin Fiala och Veronika Franz                                                                                 | Inte nominerad         |